# St. Georgen (Gries)

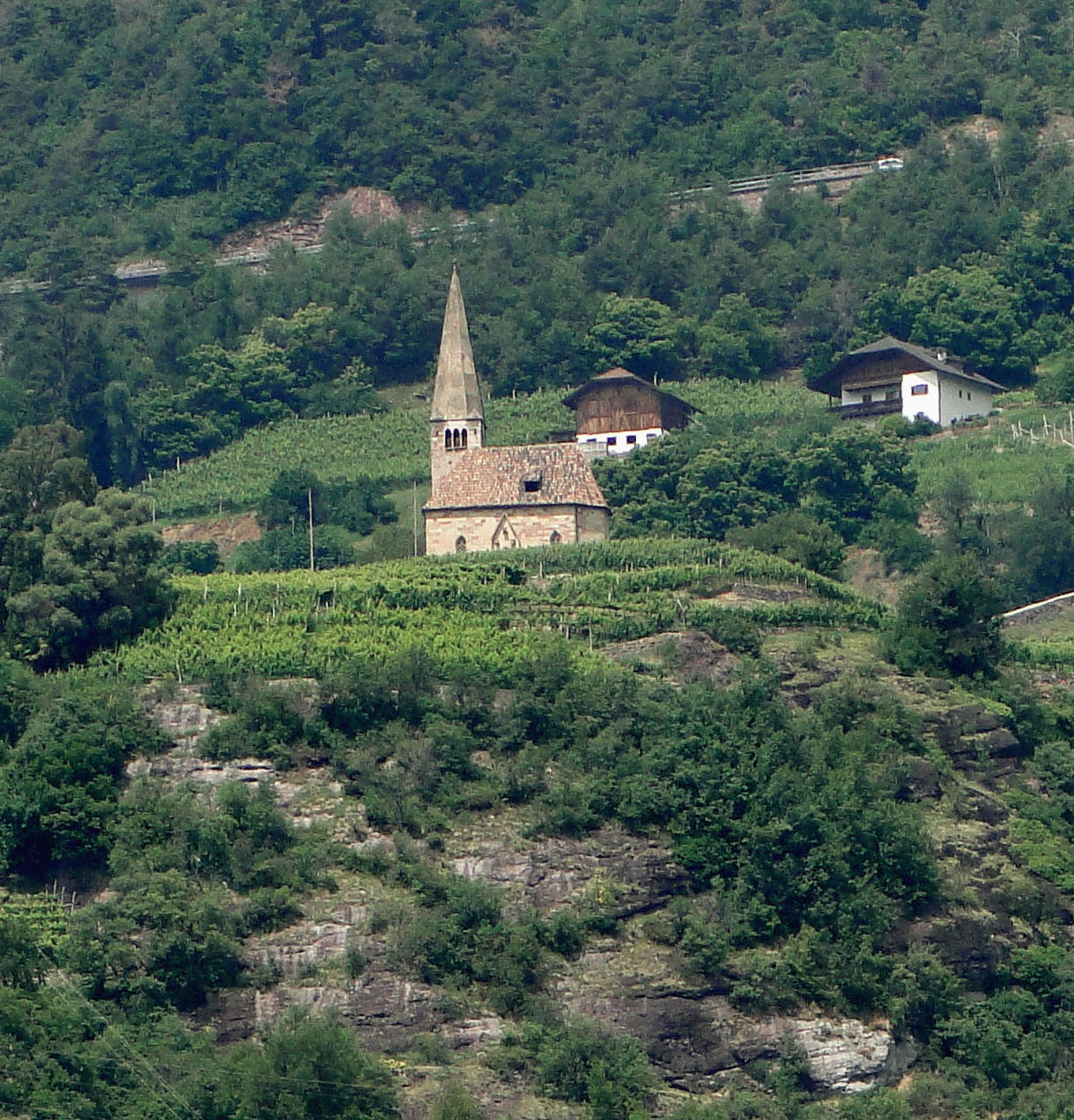
Die St.-Georgs-Kirche in Gries-Bozen von Süden

Die St.-Georgs-Kirche (auch St. Georg am Kofel im Sand oder St. Georgen) ist ein spätmittelalterlicher Kirchenbau in Südtirol, gelegen auf einer Höhe von 593 m s.l.m. in verebneter Hanglage an der Berglehne von Gries, einem Stadtteil von Bozen, im dortigen Viertel Sand. Südwestlich grenzt St. Georgen, getrennt durch die Fagenbachschlucht, an die Höhen des Guntschnabergs.
Der Bau ist erstmals in einer Gerichtsurkunde des Hochstifts Freising vom 3. Dezember 1165 als „sanctus Ieorius“ genannt. Die Kirche wird auch im Gesamttiroler Urbar Graf Meinhards II. von 1288 als „pei sand Georien“ erwähnt, da der Landesfürst hier über abgabenpflichtigen Besitz verfügte. Im Jahr 1417 werden die Kirche und die aus mehreren Höfen gebildete umliegende Siedlung als „sand Jörgen“ bezeichnet. In der Landgerichtsordnung von Gries-Bozen aus dem Jahr 1487 erscheint mit Urban am Stain (Steinbauer im Sand) ein eigener Viertelhauptmann von St. Georgen, der zugleich als landesfürstlicher Steuereinnehmer fungiert. Die Kirche ist im Atlas Tyrolensis von 1774 als S. Georg genannt. 

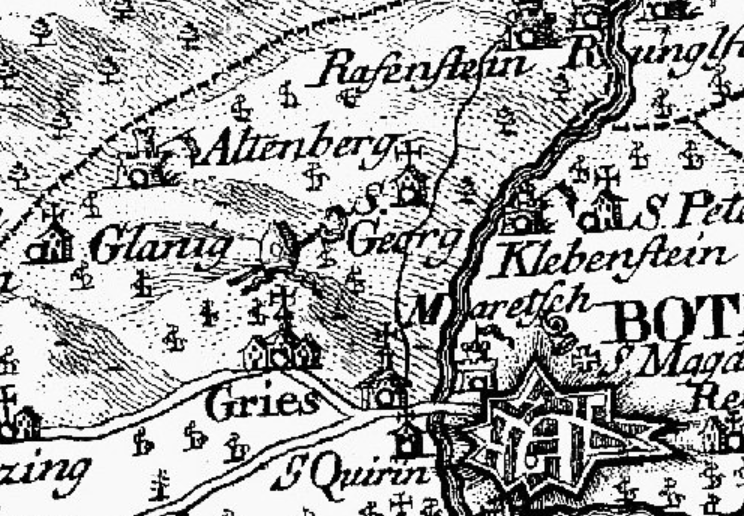
S. Georg auf dem Atlas Tyrolensis von 1774

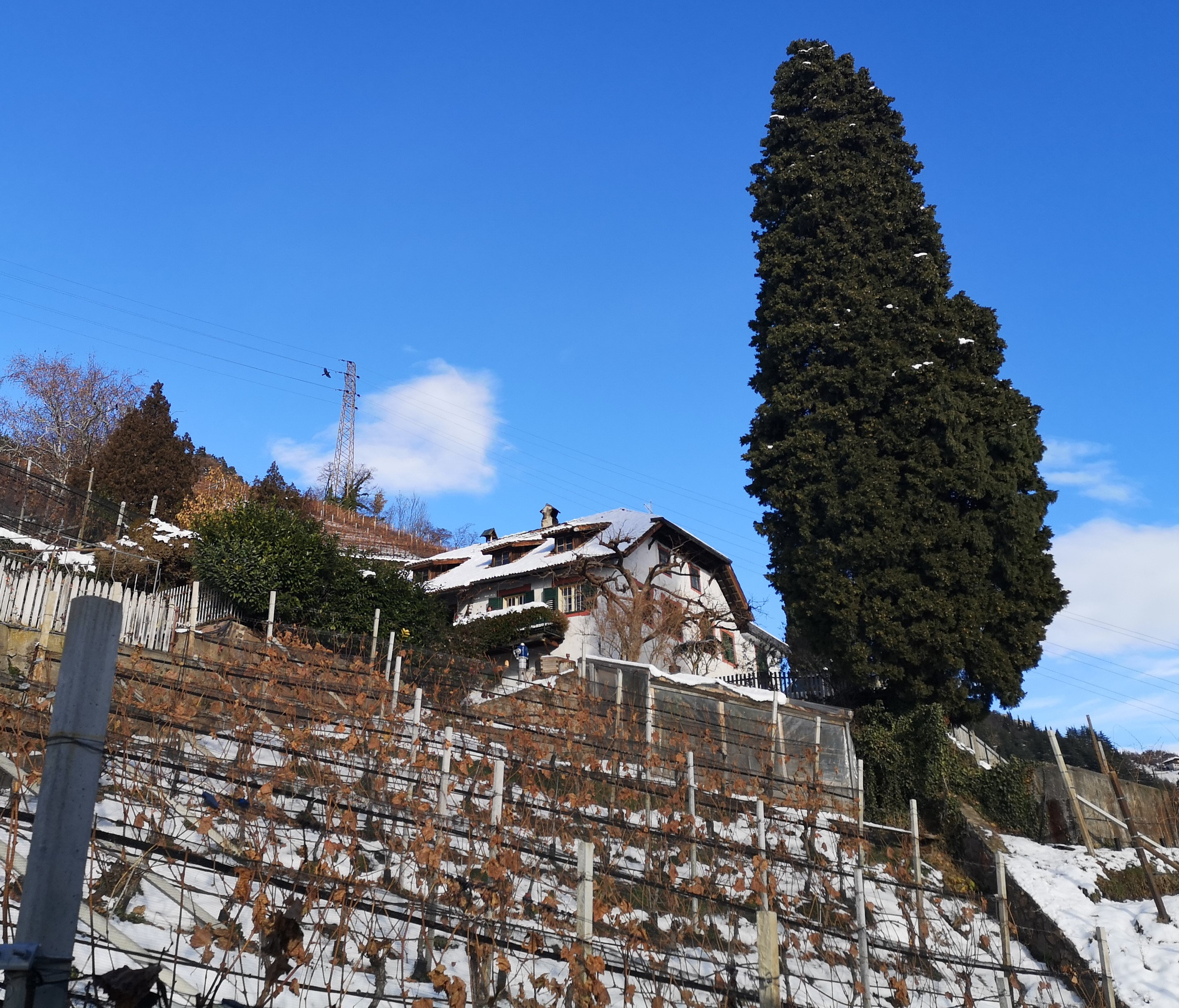
Der Hof Unterfichtmann in St. Georgen-Sand

Der Turm mit Triforienfenstern stammt aus der Zeit um 1300, dessen gemauerter Spitzhelm aus dem ausgehenden 15. Jahrhundert. Das Langhaus wurde um 1400 errichtet. Der dreiseitige Chorschluss ist mit einem sechsarmigen Rippengewölbe versehen, das Schiff mit einem Kreuzrippengewölbe. An der südlichen Außenwand befinden sich skulptierte Konsolen mit Baldachinen.
Im Aufsatz des neugotischen Flügelaltars befindet sich eine aus dem 16. Jahrhundert stammende Marienstatue mit dem Christkind.
Im bekannten Greifenstein-Lied Oswalds von Wolkenstein (KL 85), das – in der literarischen Tradition eines Scheltlieds – auf die Belagerung von Burg Greifenstein im Frühjahr 1418 Bezug nimmt, werden die Bauern von St. Georgen als gepawren von Sant Jörgen, die ganz gemaine, die hetten uns gesworen falsch unraine herabgewürdigt.
Aus den Jahren 1597 bis 1807 sind 79 Rechnungsbücher von St. Georgen im Stadtarchiv Bozen überliefert (Hss. 1091–1170), die von den jeweiligen Kirchpröpsten geführt wurden. Seitlich abgesetzt neben dem Kirchhügel befindet sich der Weinhof Messner, dessen Bauleute früher auch die Kirchpropst- und Mesnerdienste versahen.
Die Kirche wurde 1977 unter Denkmalschutz gestellt.
Das Viertel Sand bzw. St. Georgen ist von Einzelhöfen geprägt, die großteils Wein- und Obstbau betreiben. Dazu rechnen Glöss, Messner, Kofler auf Ceslar, Unterfichtmann, Steinbauer, Toll, Prötsch, Steger und Baumann.